# Mogojtuj
Mogojtuj (in russo Могойтуй?; in buriato: Могойто, Могойтой) è un insediamento di tipo urbano della Russia, centro amministrativo del distretto Mogojtujskij nell'Aginskij Burjatskij okrug (Territorio della Transbajkalia).
Si trova a sud-est di Čita in un vasto bacino steppico ed è caratterizzato da un clima fortemente continentale.